# Star Trek: Deep Space Nine – Harbinger
Star Trek: Deep Space Nine – Harbinger ist ein Adventure-Computerspiel, das von Stormfront Studios entwickelt wurde und 1995 für MS-DOS erschien. Im Folgejahr erschien eine Portierung für Mac OS. In Deutschland erschien es bei Funsoft und war auf der Heft-CD der PC Games Plus 4/98. Es ist ein Lizenztitel im Serienuniversum von Star Trek: Deep Space Nine.

## Handlung
Die Vereinigte Föderation der Planeten beordert Diplomat Bannik auf die Raumstation Deep Space Nine. Dort soll er auf seinen Mentor Botschafter Karrik treffen, der mit einer Delegation Scythianer eingetroffen ist. Auf dem Weg zur Raumstation wird der von unbekannten Drohnen angegriffen. Diese verfolgen ihn durch das Wurmloch. Bannik verliert die Kontrolle über sein Raumschiff, aber kann sich vor deren Explosion noch retten. Auf der Raumstation findet er Karrik ermordet vor. Die Drohnen umstellen unterdessen die Raumstation. Diese ist aufgrund eines Plasmasturms geräumt und wird nur mit einer Minimalbesatzung betrieben.

## Spielprinzip
Der Spieler erforscht die Raumstation und führt Unterhaltungen mit Multiple-Choice-Dialogoptionen und löst Farbrätsel. In kleinen Actionsequenzen werden mit dem Phaser feindliche Drohnen abgeschossen.

## Rezeption
PC Player enthielt sich einer Gesamtwertung und gab nur individuelle Wertungen einzelner Redakteure an. Jörg Langer, der Star Trek abgeneigt ist, machte zahlreiche Mängel aus. Das Actionspiel erlaube nur ein Springen von Bild zu Bild und wirke wie eine Schießbude. Das Erkunden der Raumstation werde durch lange Ladezeiten unterbrochen. Die Puzzles seien langweilig. Die Darstellung der Schauspieler als 3D-Puppen wirke unrealistisch und steif. Sein Kollege Boris Schneider hingegen warf einen Schwerpunkt auf die Handlung. Deren Auflösung sei stimmig und die Dialoge im Stile der Serie geschrieben. Heinrich Stiller von PC Spiel lobte die Originalstimmen und -musik. Er kritisierte das Fehlen von Animationen. Markus Krichel von PC Games bemängelte den schlechten Spielfluss. Das Spiel wirke eher wie ein multimediales Handbuch. Peter Steinlechner von Power Play bemängelte, dass man die Station nicht frei erkunden könne. Es gebe nur wenig Orte und Rätsel. Das Szenario in der zweiten Hälfte des Spiels war ihm zu generisch. Christian Müller von PC Action machte größere Steuerungsprobleme aus. Zudem seien die Standorte chaotisch und die Kameraperspektiven wirr, sodass der Spieler sich leicht verlaufe.